# 敷城郡
敷城郡（ふじょう-ぐん）は、北魏から隋初にかけて設置された郡。州制廃止にともない607年（大業3年）に設置された敷城郡とは別の行政区画である。
北魏により設置され、583年（開皇3年）に廃止された。当時は敷城県・洛川県・定陽県の3県を管轄していたが、隋代になると定陽県の所在地が不明となり敷城・洛川の2県を管轄するようになっている。